# Maximilian Roider
Maximilian Roider (* 29. April 1877 in Hörmannsdorf, einem Ortsteil von Parsberg; † 19. Januar 1947 in Regensburg) war ein deutscher Bildhauer, Steinmetz und Porträtist.

## Leben
Max Roider war der Sohn eines Dorflehrers. Mit 23 Jahren schrieb er sich am 30. April 1900 in der Bildhauerschule bei Professor Syrius Eberle an der Münchner Kunstakademie ein. Weitere Lehrer waren in München Romeis, Anton Pruska und Geß. Dennach ließ er sich in Regensburg nieder, wo er sein Atelier und Wohnung am Krauterermarkt 2 hatte. Einer seiner Schüler war Josef Picker. Er wurde auf dem katholischen Friedhof in Niedermünster in Regensburg beerdigt.

## Werke (Auswahl)
Roider schuf vor allem sakrale Kunstwerke und Kriegerdenkmale:
- Cham, Stadtpfarrkirche St. Jakob, 6 überlebensgroße Altarfiguren sowie die Kanzel (signiert) mit ihren Reliefs im Neobarockstil
- Kriegsgedächtnistafel: Denkmal für die aus der Pfarrei Menning im Kriege 1914/1918 gebliebenen Soldaten[2]
- Kirchenthumbach Mariä Himmelfahrt, der Hl. Josef (1932), Die Christkönigstatue von 1935 wurde nach dem Abriss der alten Kirche auf den Glockenboden verstaut. Im April 2013 wurde sie wiederentdeckt und restauriert und am Eingang neu aufgestellt.[3]
- Engelbrechtsmünster, Pfarrkirche Hl. Kreuz, Langhaus, hl. Konrad bei der Brotspende (1936)
- Hohengebraching, Pfarrkirche Mariä Himmelfahrt, 2 Beichtstühle (1938)
- Hohentreswitz, Kirche, Seitenaltäre
- Mettenbach in Regenstauf, Pfarrkirche Mariä Himmelfahrt, Kriegerdenkmal (1922)
- Regensburg Neues Gymnasium, Kriegerdenkmal
- Regensburg  Kirche St. Anton Kreuzweg und Taufstein mit zwei Hirschen an der Quelle.[4]
- Waldsassen, Kriegerdenkmal
- Regensburg, Reliefplatte, datiert mit „A 1912 D“, wurde mit einem Engel, der das Wappen des Regensburger Domkapitels präsentiert, gestaltet. Sie zeigt den hl. Petrus im Schiff mit einem Schlüssel in der rechten Hand und einem Fisch in der linken. Dieses Bildmotiv ist eine Regensburger Besonderheit. Es findet sich bereits in einem Relief von 1305/1310 an der nördlichen Querhauswand des Domes (siehe Weblink Bistumsmuseum).
- Regensburg, Wohnblock Kumfmühler Straße – Simmernstraße, Im Innenhof befindet sich ein Bildwerk: Die Heilige Familie
- Schönwald, Kirche St. Marien, Taufstein (1927)
- Zeitlarn, Regendorf, Kriegerdenkmal in Form eines Keltenkreuzes (1918)
- Grafenwöhr, Kriegerdenkmal
- Pfreimd, Kriegerdenkmal
- Reinhausen, Stadtpfarrkirche St. Nikolaus (Reinhausen), Immakulata
- Franziskanerkloster Neuburg an der Donau, Grabdenkmäler
- Asenkofen, Grabdenkmäler
- Alteglofsheim, Kriegerdenkmal 1921